# Там, где реки текут на север
«Там, где реки текут на север» (англ. Where The Rivers Flow North) — американский кинофильм. Экранизация произведения, автор которого — Ховард Мошер.

## Сюжет
Действие происходит 1920-х годах. Главные герои фильма, Ноэль и Бангор, живут в вермонтской глуши, зарабатывая себе на жизнь лесозаготовкой. Их идиллическую жизнь наедине с природой в один прекрасный момент нарушает крупная компания, пытающаяся основать здесь гидроэлектростанцию и для этого согнать их со своей земли, поначалу безуспешно предлагая деньги, затем угрожая расправой и, наконец, пытаясь убить Ноэля…

## В ролях
- Рип Торн — Ноэль Лорд
- Танту Кардинал — Бангор
- Билл Рэймонд — Уэйн Куинн
- Марк Марголис — Нью-йоркские Деньги
- Майкл Джей Фокс — Клейтон Фарнсуорт
- Джордж Вудард — Митчелл
- Юсеф Булос — Арман
- Джон Гризмер — Анри Ковиль
- Джери Линн Коэн — мадам Бесси
- Трит Уильямс — менеджер Чампа
- Эми Райт — блудница
- Расти Де Уиз — Чамп

## Награды и номинации
Список наград приведён в соответствии с данными IMDb.
| Год  | Премия                        | Категория                                           | Имя                         | Результат |
| ---- | ----------------------------- | --------------------------------------------------- | --------------------------- | --------- |
| 1995 | Премия Гильдии продюсеров США | Самый перспективный продюсер художественных фильмов | Бесс О’Брайен, Джэй Крэйвен | Победа    |